# إقبال محمود
إقبال محمود هو سياسي بنغلاديشي وباكستاني، ولد في 1955 في Chandpur, Bangladesh ‏ في بنغلاديش.